# Come sorelle
Come sorelle è stato un programma televisivo italiano andato in onda su Canale 5 nella prima serata del sabato dal 19 aprile 2003 per sei puntate, con la conduzione di Fabrizio Frizzi e la partecipazione di Valeria Mazza. La prima e unica edizione del varietà fu anticipata da una puntata zero, realizzata il 4 gennaio 2002 e condotta da Amadeus.
| Edizioni       | Periodo        | Periodo        | Puntate | Conduzione                      | Regia        | Studio di Messa in Onda                                                  |
| Edizioni       | Inizio         | Fine           | Puntate | Conduzione                      | Regia        | Studio di Messa in Onda                                                  |
| -------------- | -------------- | -------------- | ------- | ------------------------------- | ------------ | ------------------------------------------------------------------------ |
| Puntata Pilota | 4 gennaio 2002 | 4 gennaio 2002 | 1       | Amadeus                         | Egidio Romio | Studio 20 del Centro di Produzione Mediaset di Cologno Monzese di Milano |
| 1°             | 19 aprile 2003 | 24 maggio 2003 | 6       | Fabrizio Frizzi e Valeria Mazza | Egidio Romio | Studio 20 del Centro di Produzione Mediaset di Cologno Monzese di Milano |

## La trasmissione
Il programma era incentrato su una gara tra dodici coppie composte da madri e figlie, che si sfidavano in prove di abilità, gare di ballo e confessioni per verificare l'affinità e affidare, al termine della gara, il titolo di mamma e figlia ideali. In ogni puntata, le coppie si sfidano così in otto differenti prove, tra cui "Sfilata d'alta moda", incentrato su una sfilata, il "Ballo incrociato", dedicato a una prova di ballo, "Otto domande otto", una serie di domande, "Lo stesso armadio", un gioco dedicato ai look di madre e figlia; e inoltre "Quello che non sopporto di lei", "La ninna nanna", momenti dedicati alle confessioni, e la prova finale "Cara mamma...", durante la quale le figlie raccontavano alla propria madre un loro segreto mai confidato.
Come "testimoni", inoltre, erano convocati in studio anche padri e fratelli. In ogni puntata, inoltre, venivano proposte le esibizioni dei ragazzi del talent show di Italia 1 Operazione trionfo. Spazio anche ad alcune coppie composte parzialmente da vip, come Alba Parietti e Flavia Vento con le rispettive madri e Maria Teresa Ruta e Moira Orfei con le loro figlie.

### Accoglienza del pubblico
Registrato negli studi Mediaset di Cologno Monzese, si trattò della prima e unica esperienza di Fabrizio Frizzi nell'azienda privata. Il programma non ebbe un grande successo d'ascolti, venendo superato dal competitor in onda su Rai 1 Sognando Las Vegas condotto da Luisa Corna, e fu così ridotto di una puntata; ne vennero infatti realizzate sei delle sette previste.